# رئا ۵۷۷
سیارک ۵۷۷ (به انگلیسی: 577 Rhea، نامگذاری:1905RH) پانصد و هفتاد و هفتمین سیارک کشف شده‌است که در ۲۰ اکتبر ۱۹۰۵ و در هایدلبرگ کشف شد.
قدر مطلق سیارک برابر ۹٫۵۰ است.